# Liste der Gewässer im Berliner Bezirk Lichtenberg
Die Liste der Gewässer im Bezirk Lichtenberg ist eine Übersicht der in dem Berliner Bezirk Lichtenberg vorhandenen stehenden und fließenden Gewässer. Die sortierbare Tabelle enthält die vorhandenen Seen (natürliche und künstliche), Flüsse, Bäche, Wassergräben, Weiher, Teiche und Flussbuchten, erhebt jedoch keinen Anspruch auf Vollständigkeit.
Der Bezirk Lichtenberg, im Jahr 2001 durch Zusammenlegung mit dem damaligen Bezirk Hohenschönhausen entstanden, weist über alle Grünflächen summiert rund 920 ha auf und belegt damit im Berlin-weiten Vergleich den 7. Platz. Bei Wasserflächen liegen die Bezirke Treptow-Köpenick (2.161 ha), Steglitz-Zehlendorf (1.122 ha) und viele andere weit vorn; Lichtenberg belegt mit 104 ha den drittletzten Platz.
Die in der Senatskarte eingetragenen Gewässer tragen 7- bis 10-stellige Identifikationsnummern. Die Nummern sind in der Übersicht unter dem jeweiligen Namen eingetragen.

## Übersicht
Die jeweilige Koordinate bei Seen und ähnlichem liegt im gedachten Zentrum. Bei Wasserläufen sind zwei Koordinaten angegeben: die Quelle und die Mündung. Wenn keine amtlichen Daten wie Wassermenge und durchschnittliche Tiefe verfügbar sind, wurde versucht, mit einer stichwortartigen Darstellung das jeweilige Gewässer zu charakterisieren. Das Bild soll nach Möglichkeit die gesamte Wasserfläche oder bei Wasserläufen eine charakteristische Stelle zeigen.
Die Übersicht ist nach Ortsteilen alphabetisch vorsortiert.
| Name Gewässer-Nummer                                                 | Lage                                          | Ortsteil                                  | Beschreibung und Bild |
| -------------------------------------------------------------------- | --------------------------------------------- | ----------------------------------------- | --- |
| Mostpfuhl(e) 5829342225                                              | Lage                                          | Alt-Hohenschönhausen                      | Das kleine zu- und abflusslose Gewässer liegt zwischen der Treffurter Straße, einem ostwärts weisenden Seitenarm als Sackgasse, sowie einem namenlosen unbefestigten Weg nördlich des Pfuhls. |
| Obersee                                                              | Lage                                          | Alt-Hohenschönhausen                      | Er ist etwa 3,8 ha groß, seine mittlere Wassertiefe beträgt drei Meter. |
| Orankesee                                                            | Lage                                          | Alt-Hohenschönhausen                      | Der Orankesee ist 4 ha groß, die mittlere Wassertiefe liegt bei zwei Meter. Er ist zu- und abflusslos. |
| Laakegraben 582934222                                                | Lage                                          | Alt-Hohenschönhausen                      | Er kommt unterirdisch von Norden und tritt kurzzeitig an die Oberfläche. |
| Kleingewässer Privatstraße                                           |                                               | Alt-Hohenschönhausen                      | |
| Mühlengrundteiche                                                    |                                               | Alt-Hohenschönhausen                      | |
| Trichterpfuhl 5829342225                                             |                                               | Alt-Hohenschönhausen                      | |
| Unkenpfuhl 5829342129                                                |                                               | Alt-Hohenschönhausen                      | |
| Weidenpfuhl 5829342221                                               |                                               | Alt-Hohenschönhausen                      | |
| Papenpfuhlbecken 582934219                                           | Lage                                          | Alt-Hohenschönhausen                      | wird vom Marzahn-Hohenschönhauser Grenzgraben durchflossen und in seinem Südbereich von einer Bahntrasse umgeben |
| Teich KGA Land in Sonne                                              |                                               | Alt-Hohenschönhausen                      | |
| Gehrensee                                                            | Lage                                          | Falkenberg                                | |
| Gehrenseegraben                                                      |                                               | Falkenberg                                | |
| Gutsteich                                                            | Lage                                          | Falkenberg                                | |
| Hausvatergraben                                                      | Lage                                          | Falkenberg                                | etwa 380 Meter lang, östlich entlang eines Abschnitts vom Hausvaterweg |
| Igelpfuhl                                                            |                                               | Falkenberg                                | |
| Luchteich                                                            |                                               | Falkenberg                                | |
| Millionengraben 5829244                                              | Lage                                          | Falkenberg                                | Hauptentwässerungsgraben der einstigen Rieselfelder in Falkenberg |
| Röthkenpfuhl                                                         |                                               | Falkenberg                                | [ 3 ] |
| Schwarzwurzelgraben                                                  | Lage                                          | Falkenberg                                | vom Hausvaterweg bis zur Ahrensfelder Chaussee in Richtung Schwarzwurzelstraße Es darf vermutet werden, dass unter dem Kreuzungsbereich eine Rohrverbindung zwischen dem Hausvater- und dem Schwarzwurzelgraben besteht. |
| Westlicher Gehrenseeteich                                            |                                               | Falkenberg                                | |
| Fennpfuhl                                                            | Lage                                          | Fennpfuhl                                 | In der Eiszeit entstandenes Gewässer, das einen Quellzufluss aus Hohenschönhausen besaß (Fennpfuhlgraben). Der heutige Fennpfuhl ist durch künstliche Verbindung mit dem gleichzeitig entstandenen Langpfuhl vereinigt worden. |
| Wolfgangspfuhl                                                       | Lage                                          | Fennpfuhl                                 | Der Pfuhl liegt inmitten des südlichen Wohnbereiches vom Ortsteil. Seinen Namen erhielt er nach der nahe gelegenen Wolfgangstraße. Seit Anfang der 2020er Jahre ist er ausgetrocknet (siehe Bild). |
| Kraatzgraben oder Tränkegraben 58293428                              |                                               | Friedrichsfelde                           | Ist eine Ableitung des Marzahn-Hohenschönhauser Grenzgrabens; Höhe Fischerstraße (Westen); verlandet (oder verrohrt?) an der Erich-Kurz-Straße (Osten) |
| Schlossgraben und Schlossteich                                       |                                               | Friedrichsfelde                           | Wassergräben und Seen auf dem Gelände des Tierparks. Entstanden aus früheren Gräben im Schlosspark Friedrichsfelde und dem künstlichen Teich vor dem Schloss Friedrichsfelde |
| Hoher Wallgraben                                                     |                                               | Karlshorst                                | Ist ein kleiner Spreezufluss. |
| Rohrlake                                                             |                                               | Karlshorst                                | |
| Eichenpfuhl                                                          |                                               | Lichtenberg                               | Liegt im Landschaftspark Herzberge, südlich der Herzbergstraße |
| Großer Herzbergteich Großer Weiher Herzberge 582934241               |                                               | Lichtenberg                               | Liegt am nördlichen Rand des Geländes vom KEH und ist durch einen umlaufenden Zaun geschützt; Namensgeber für eine neu angelegte Straße in der Nachbarschaft. |
| Hirtenpfuhl                                                          |                                               | Lichtenberg                               | Liegt im Landschaftspark Herzberge, südlich der Herzbergstraße |
| Verbindungsgraben zwischen Großem und Kleinem Herzbergteich 58293424 |                                               | Lichtenberg                               | Seit Ende der 2010er Jahre zusehends eingetrocknet, Bachbett kaum noch erkennbar (Zustand im Jahr 2022) |
| Kleiner Herzbergteich Kleiner Weiher Herzberge 582934243             |                                               | Lichtenberg                               | Seit Ende der 2010er Jahre eingetrocknet, liegt (lag) im Landschaftspark Herzberge. |
| Knabenteich                                                          |                                               | Lichtenberg                               | benannt nach der früheren Bestimmung des Geländes, dem Knaben-Erziehungsheim |
| Lindenhofteich 58293427                                              |                                               | Lichtenberg                               | auf dem Gelände des ehemaligen Kinderkrankenhauses Lindenhof; ohne Zu- und Abfluss |
| Marzahn-Hohenschönhauser Grenzgraben 5829342                         |                                               | Lichtenberg                               | Der Lichtenberger Teilabschnitt verläuft von Nord nach Süd entlang der Rhinstraße, in großen Abschnitten verrohrt. Sein Ursprung befindet sich im Bereich Neu-Hohenschönhausen. Von hier fließt er zunächst offen bis kurz vor der Unterquerung des Bahndamms, danach unterirdisch in das offene Papenpfuhlbecken. Daraus entlässt der Graben sein Wasser teilweise in Rohren, in wenigen Abschnitten auch offen bis in das Südbecken. |
| Reichsbahnteich 582927943                                            |                                               | Lichtenberg                               | |
| Orwoteich, Bürknersfelder Lehmgrube                                  |                                               | Lichtenberg                               | Das Feuchtgebiet liegt südöstlich des Orwo-Hauses an der Landsberger Allee und gehört noch zum Bezirk Lichtenberg. |
| Ritterpfuhl                                                          | Koordinaten: 52° 31′ 15,4″ N, 13° 30′ 24,2″ O | Lichtenberg                               | im Landschaftspark Herzberge |
| Schulteich                                                           |                                               | Lichtenberg                               | |
| See im Stadtpark Lichtenberg                                         |                                               | Lichtenberg                               | künstlich angelegt |
| Südbecken 58293425                                                   |                                               | Lichtenberg                               | Dieses Gewässer ist die Zwischenstation für den Marzahn-Hohenschönhauser Grenzgraben, der hier seinen offenen Lauf beendet. Der Abfluss bis zur Rummelsburger Bucht ist nun unterirdisch in Rohren geführt. |
| Dorfgraben Malchow                                                   |                                               | Malchow                                   | besteht seit dem 18. Jahrhundert und verläuft auf der Bezirksgrenze zwischen Lichtenberg und Pankow; er sammelt das Grundwasser und führt es in den Malchower See |
| Luch oder Teich Margaretenhöhe                                       |                                               | Malchow                                   | Die Ränder dieses Luchs werden von Weidengebüsch, Pappeln und Erlen gesäumt. Im feuchten Zentrum wächst Röhricht. |
| Malchower See                                                        |                                               | Malchow                                   | |
| Teich Alter Dorfgraben                                               |                                               | Malchow                                   | |
| Teich am Außenring                                                   |                                               | Malchow                                   | liegt nahe dem Berliner Außenring |
| Barther Pfuhl                                                        |                                               | Neu-Hohenschönhausen                      | im Neubaugebiet nahe der Barther Straße; unmittelbar in der Umgebung dieses Gewässers befinden sich zwei kommunale Spielplätze, die im Jahr 1992 angelegt wurden. Die Grünfläche samt Pfuhl umfasst 2,9 Hektar. |
| Berl                                                                 |                                               | Neu-Hohenschönhausen                      | Dieses Gewässer ist gemäß § 26a des Naturschutzgesetzes Berlin (NatSchGBln) seit 1994 ein geschütztes Biotop. |
| Birkenpfuhl                                                          |                                               | Neu-Hohenschönhausen                      | |
| Darßer Graben                                                        |                                               | Neu-Hohenschönhausen                      | |
| Hohenschönhausener See                                               | Lage                                          | Neu-Hohenschönhausen                      | Liegt inmitten des Hohenschönhausener Naturschutzparks, wird aus den Krugwiesen über namenlose Wiesengräben gespeist. |
| Mühlenpfuhl(e)                                                       |                                               | Neu-Hohenschönhausen                      | |
| Teich Hansastraße                                                    |                                               | Neu-Hohenschönhausen                      | |
| Hechtgraben                                                          |                                               | Malchow, Neu-Hohenschönhausen, Wartenberg | |
| Kuhgraben                                                            |                                               | Rummelsburg                               | Entwässerung feuchter Wiesen zur Spree hin. Seit dem 20. Jahrhundert weitestgehend in Rohren geführt. |
| Marzahn-Hohenschönhauser Grenzgraben 5829342                         |                                               | Rummelsburg                               | Teilabschnitt des Kuhgrabens; er fließt bis zum Südbecken offen, danach in Rohren bis zur Mündung an der Rummelsburger Bucht in die Spree. |
| Rummelsburger Bucht                                                  |                                               | Rummelsburg                               | Seeförmige Ausbuchtung der Spree |
| Teich KGA Falkenhöhe Nord                                            |                                               | Wartenberg                                | |
| Berllpfuhl                                                           |                                               | Wartenberg                                | |
| Dorfteich                                                            |                                               | Wartenberg                                | |
| Krummer Pfuhl                                                        |                                               | Wartenberg                                | Die Fläche des Gewässers samt Uferstreifen wird mit 1 ha angegeben. |
| Luchteich oder Wartenberger Luch                                     |                                               | Wartenberg                                | Die Fläche wurde mehrere Jahre als wilde Mülldeponie genutzt. Ab den 1980 füllte man Erde auf und die Kleingartenanlage Am Hechtgraben entstand auf einer Teilfläche. Eine kleine Wasserfläche hat sich erhalten. |
| Rohrpfuhl                                                            |                                               | Wartenberg                                | Dieses Gewässer ist gemäß § 26a des Naturschutzgesetzes Berlin (NatSchGBln) seit 1994 ein geschütztes Biotop. Die Fläche des Pfuhls samt Uferstreifen wird mit 4,6 ha angegeben. |
| Treue-Herzen-Pfuhl                                                   |                                               | Wartenberg                                | Dieses Gewässer ist gemäß § 26a des Naturschutzgesetzes Berlin (NatSchGBln) seit 1994 ein geschütztes Biotop. Zusammen mit seiner Uferzone ist er 0,5 ha groß. |
| Reiherpfuhl                                                          |                                               | Wartenberg                                | |
| Reiherpfuhlgraben                                                    |                                               | Wartenberg                                | |